# Hanno und Ruth Roelin-Preis
Der Hanno und Ruth Roelin-Preis für Wissenschaftspublizistik wird vom Max-Planck-Institut für Astronomie für die Vermittlung neuer Erkenntnisse aus Astronomie und Weltraumfahrt für die breite Öffentlichkeit vergeben.
Der Preis ist mit 3.000 Euro dotiert und wird seit 2005 alle zwei Jahre auf der Jahrestagung der Astronomischen Gesellschaft vergeben.

## Preisträger
- 2005: Thomas Bührke
- 2007: Markus Pössel
- 2009: Ulf von Rauchhaupt
- 2011: Hans-Thomas Janka
- 2013: Claus Kiefer
- 2015: Karl-Heinz Lotze
- 2017: Michael Winkhaus
- 2019: Sibylle Anderl
- 2021: Olaf Fischer
- 2023: Felicitas Mokler[1]